# ジョン・フォザーギル

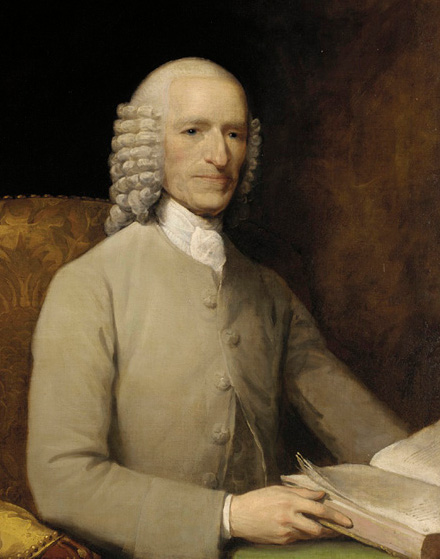
ジョン・フォザーギル

ジョン・フォザーギル（John Fothergill FRS、1712年3月8日 - 1780年12月26日）は、イギリスの医師、植物コレクターである。影響を与えた医学書を執筆した。ロンドンの現在のウェスト・ハム・パークとなった植物園を建てた。

## 略歴
ヨークシャーのベインブリッジ近くのCarr Endにクエーカーの説教師で農夫の息子に生まれた。寄宿学校のセドバーグ・スクール（Sedbergh School）で学んだ後、薬剤師の見習いとなった。1786年にエディンバラ大学で、M.D.の学位を取得し、ロンドンのセントトーマス病院で学んだ。 1740年にヨーロッパ大陸に渡って学んだ後、ロンドンに住み、医療に従事した。1775年から1776年のインフルエンザの流行時には1日に60人の患者を治療したと言われている。
1745年に王立協会でスコットランドの医師、トサッチ（William Tossach）の心肺停止例に口対口呼吸による蘇生法を論じた報文を発表した。1765年の著作、"Painful Affection of the Face"で三叉神経痛について認識し、命名したとされる。1748年の"Account of the Sore Throat attended with Ulcers"では咽頭痛について論じ、当時行われていた、効果のない治療法を否定した。この著作は、いくつかの外国語に翻訳された。ベンジャミン・フランクリンと同時代の人物で、フランクリンの電磁気の論文の出版を支援した。
余暇に貝類学と植物学の研究を行った。1762年にロンドンのストラットフォード近くのアプトン・ハウスを購入し、広大な植物園を建設し、温室も作り、世界の様々な地域の希少植物を栽培した。現在はウェスト・ハム・パークとして残されている。栽培された植物の目録は"Hortus Uptonensis"として発表された。
クックのエンデバー号による第1回の太平洋航海に参加した博物学者、画家のシドニー・パーキンソンやアメリカ南部の植物を収集したウィリアム・バートラムを支援し、クエーカー教徒のパーヴァー（Anthony Purver）の翻訳した聖書の出版の費用を負担した。
1763年に王立協会のフェローに選ばれた。マンサク科の植物の属名、Fothergilla に献名された。